# Kap Leblond
Der Kap Leblond (französisch Cap Leblond, in Argentinien auch Punta Florida) ist ein Kap am nördlichen Ende der zu den Biscoe-Inseln gehörenden Lavoisier-Insel westlich der Antarktischen Halbinsel.
Kartiert wurde es bei der Fünften Französischen Antarktisexpedition (1908–1910) unter der Leitung Jean-Baptiste Charcots. Dieser benannte es nach Auguste Leblond (1856–1934), Bürgermeister von Rouen und Präsident der Geographischen Gesellschaft der Normandie. Namensgeberin der argentinischen Benennung ist die Stadt Florida, ein Schauplatz des Argentinisch-Brasilianischen Krieges (1825–1828).